# Allopseudaxine vagans
Allopseudaxine vagans är en plattmaskart. Allopseudaxine vagans ingår i släktet Allopseudaxine och familjen Axinidae. Inga underarter finns listade i Catalogue of Life.